# Europees Georgië
Europees Georgië of voluit Europees Georgië - Beweging voor Vrijheid (Georgisch: ევროპული საქართველო - მოძრაობა თავისუფლებისთვის, Evropoeli Sakartvelo - Modzraoba Tavisuplebistvis) is een centrumrechtse politieke partij in Georgië. De partij werd in 1999 geregistreerd, maar pas in 2017 geactiveerd als afsplitsing van de Verenigde Nationale Beweging.
Europees Georgië won bij de gemeenteraadsverkiezingen van dat jaar ruim tien procent van de stemmen en werd daarmee de derde grote partij. Daarna viel de partij terug door interne verdeeldheid.

## Geschiedenis
Europees Georgië werd op 28 mei 1999 als politieke partij geregistreerd en werd op dat moment geleid door Noegzar Tsereteli, vader van de vice-voorzitter van het parlement van Georgië, Giorgi (Gigi) Tsereteli. Georgië was net een maand eerder toegelaten tot de Raad van Europa, waar de naam op geïnspireerd was.

### Splitsing
De partij kende tot 2016 een slapend bestaan, toen ze nominaal meedeed met de parlementsverkiezingen op de lijst van Verenigde Nationale Beweging (UNM), de grootste oppositiepartij. Direct na de verkiezingen ontstond een conflict in de UNM over de te volgen strategie en over het leiderschap van oprichter en voormalig president Micheil Saakasjvili, die in ballingschap in Oekraïne zat. Hij betwiste de legitimiteit van de verkiezingen en wilde een boycot van het parlement, waar een groot deel van de gekozen fractie het niet mee eens was. Twintig van de 27 parlementsleden van UNM, waaronder Gigi Tsereteli, scheidden in januari 2017 af en gingen onder de naam Europees Georgië verder. Hieronder zaten veel kopstukken van UNM.
Kort daarna besloten de afgesplitste parlementsleden onder de partijregistratie van Europees Georgië mee te doen aan de gemeenteraadsverkiezingen later dat jaar. Ze veranderden daartoe de naam in 'Beweging voor Vrijheid - Europees Georgië'. De partij sloot zich als waarnemer aan bij de Europese Volkspartij, de christendemocratische koepelpartij waar ook UNM bij aangesloten was. Op het eerste partijcongres werd Davit Bakradze gekozen tot voorzitter, voormalig burgemeester van Tbilisi Gigi Oegoelava werd partijsecretaris en Giga Bokeria werd voorzitter van de politieke raad.

### Electoraal succes

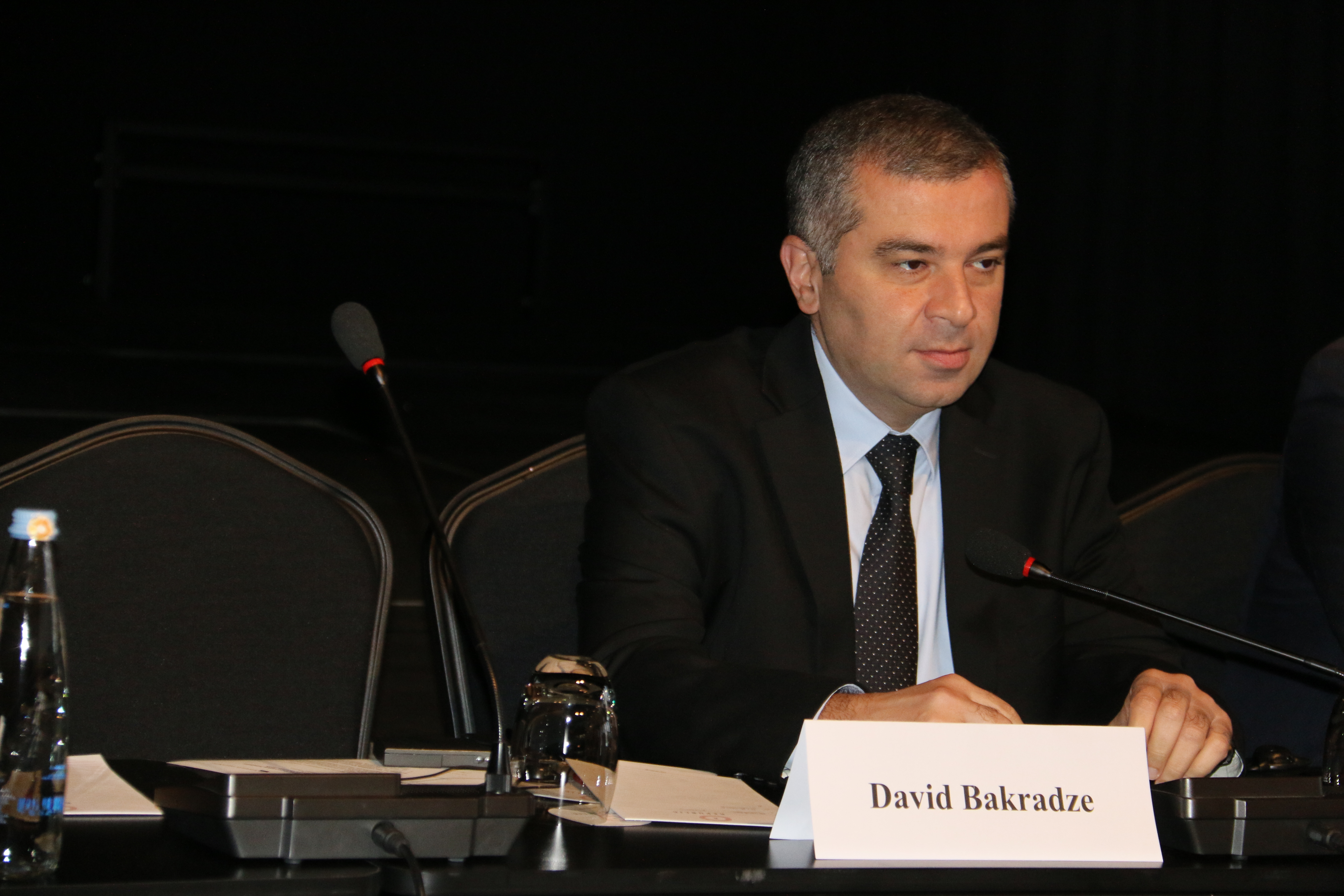
Voorzitter Bakradze als presidentskandidaat in 2018.

Europees Georgië registreerde kiesnummer 2 voor deelname aan de verkiezingen. Bij de gemeenteraadsverkiezingen van 2017 wist de partij landelijk de derde grootste te worden en kreeg 10,4 procent van de stemmen, goed voor 116 zetels in zestig van de 64 gemeenten. De partij had ook een kandidaat in de burgemeestersverkiezing van Tbilisi, Elene Chosjtaria, die als vierde eindigde met ruim zeven procent van de stemmen. Deze verkiezing werd in een ronde gewonnen door Kacha Kaladze van de regerende Georgische Droom.
De partij nam in 2017 het initiatief tot een referendum over grondwetsaanpassingen die door de regering waren voorgesteld, met name het afschaffen van de directe presidentsverkiezing en wijzigingen in het kiesstelsel. Het referendum kwam er uiteindelijk niet omdat de regerende Georgische Droom dit niet zag zitten. Een jaar later nomineerde de partij voorzitter Bakradze in de presidentsverkiezingen, de laatste via de stembus. Hij werd derde met bijna elf procent van de stemmen, waarna hij de UNM-kandidaat Grigol Vasjadze in de tweede ronde steunde.

### Desintegratie

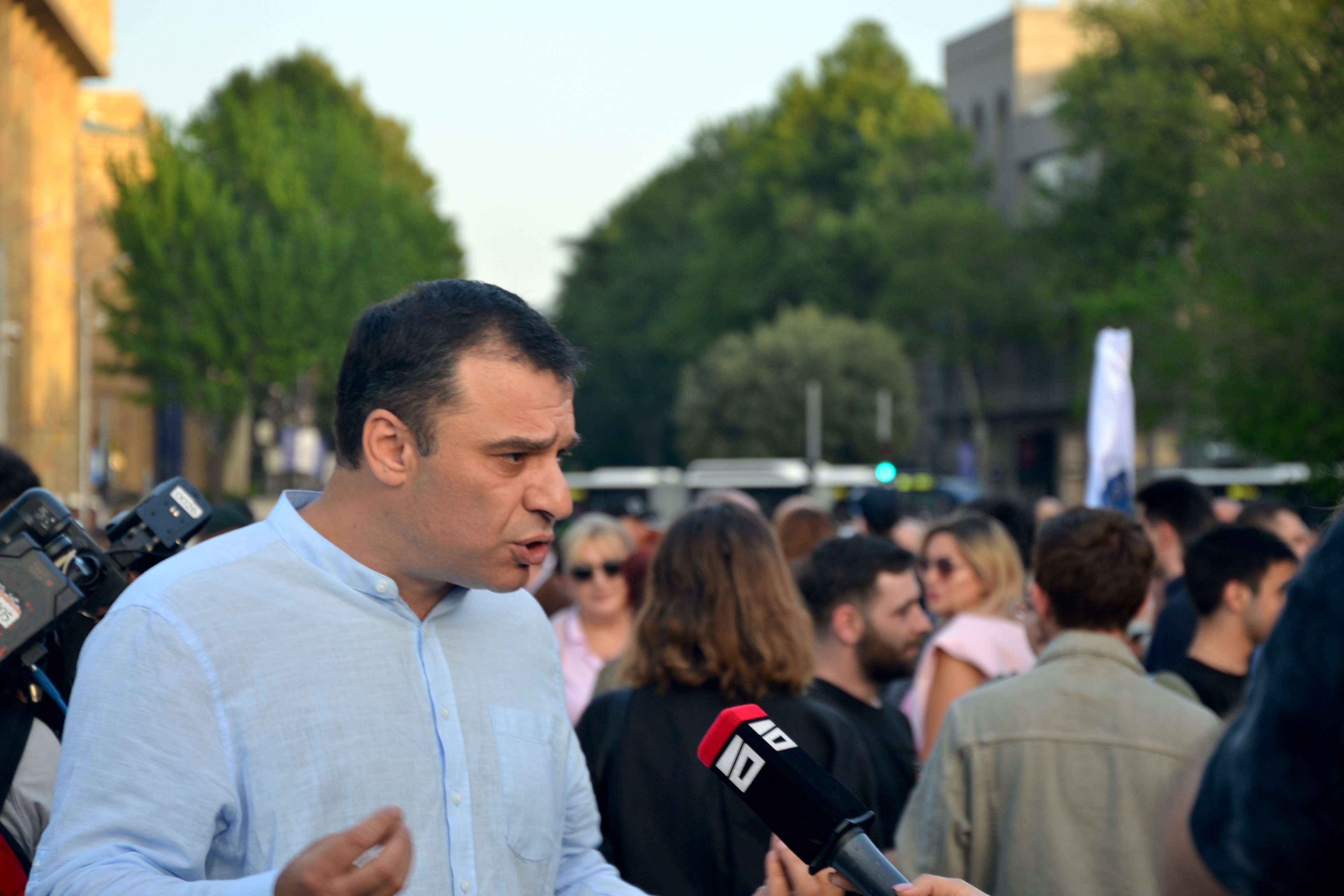
Partijvoorzitter Giga Bokeria in 2024 bij demonstraties tegen de 'Buitenlandse agenten-wet'.

Bij de parlementsverkiezingen van 2020 kreeg Europees Georgië bijna vier procent van de stemmen en eindigde als derde, goed voor vijf zetels. Er gold eenmalig een verlaagde kiesdrempel van een procent, in plaats van de normale vijf procent. Europees Georgië sloot zich aan bij een boycot van het parlement door de oppositie, in protest tegen de in hun ogen gefraudeerde verkiezingsuitslag. Het teleurstellende verkiezingsresultaat was het begin van een uittocht uit de partij. Leidende figuren als voorzitter Bakradze, Oegalava, Chosjtaria en anderen verlieten de partij, waarna politiek secretaris Bokeria de voorzitter werd. Chosjtaria begon de partij Droa, die in 2023 een hechte samenwerking aanging met Girtsji – Meer Vrijheid.
Er was onenigheid in Europees Georgië over de koers tijdens de politieke patstelling tussen de oppositie en de regerende Georgische Droom. Een half jaar na de verkiezingen waren alle vijf gekozen parlementsleden uit de partij gestapt en hadden vier hun boycot van het parlement beëindigd. Door de leegloop en de interne chaos behaalde de partij minder dan twee procent van de stemmen in de gemeenteraadsverkiezingen van 2021 en verloor vrijwel alle raadszetels.

### Verkiezingen 2024: terug bij de moederpartij

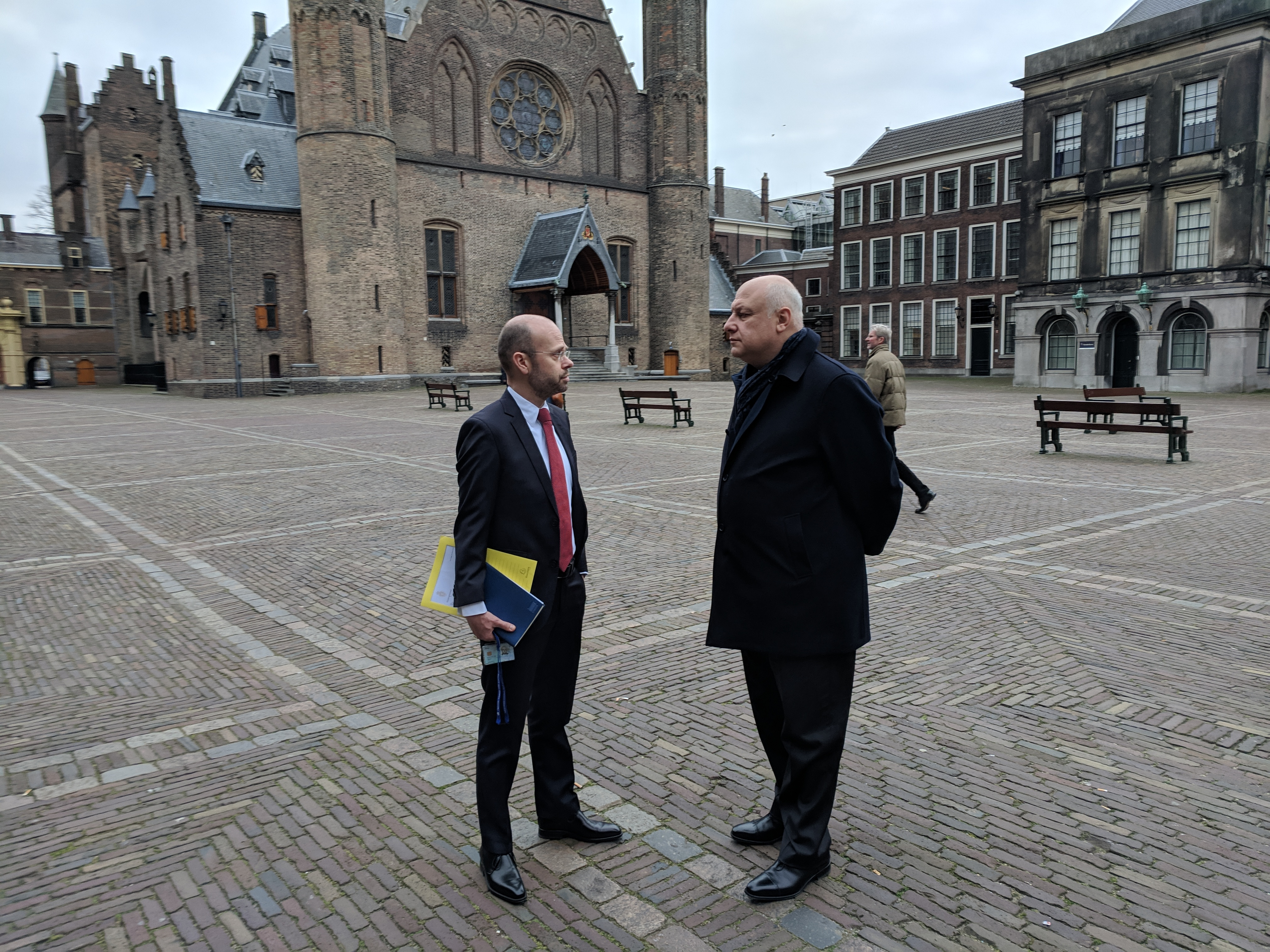
Gigi Tsereteli (r) op het Binnenhof (2019).

Europees Georgië was in 2023 en 2024 fel tegen de invoering van de zogeheten 'Buitenlandse agenten-wet' door Georgische Droom, die de Europese toetreding in gevaar bracht. In aanloop naar de parlementsverkiezingen van 2024 ondertekende de partij het 'Georgisch Handvest', een initiatief van president Salome Zoerabisjvili om de prowesterse oppositie te verenigen achter een plan van aanpak om het land weer terug te krijgen op het pad van Europese toetreding. In de partij ontstond vervolgens conflict over de interne voorverkiezingen van de kandidatenlijst. Voorzitter Bokeria kwam daarbij in conflict met een deel van de partij en vertrok met ruzie. Hij begon twee weken later een nieuwe partij, de Federalisten.
Door de verhoogde kiesdrempel van vijf procent was Europees Georgië genoodzaakt aan te sluiten bij een coalitie. De partij probeerde aanvankelijk bij Lelo voor Georgië en het nieuwe Achali aan te sluiten. Toen deze hier niet op ingingen en Bokeria de partij vrijwel leeg had achtergelaten, zag het restant zich genoodzaakt terug te keren bij de Verenigde Nationale Beweging (UNM). Gigi Tsereteli, die het leiderschap nominaal had overgenomen, stond als enige van de partij op de lijst van UNM en werd verkozen. Zijn parlementsmandaat werd op 5 februari 2025 met 48 andere leden van de oppositie ingetrokken, als gevolg van hun boycot in protest tegen de in hun ogen gefraudeerde verkiezingsuitslag. In juni 2025 werd hij formeel geregistreerd als partijvoorzitter. De partij boycotte met een groot deel van de pro-westerse oppositie de gemeenteraadsverkiezingen van 4 oktober 2025, omdat deelname een feitelijke erkenning van de in hun ogen illegale regering zou zijn en de verkiezingen een farce zouden worden.

## Ideologie
Europees Georgië wordt doorgaans gekarakteriseerd als een rechtse tot centrumrechtse partij met rechtse fiscale en liberale sociale opvattingen. De partij is een sterk voorstander van Europese integratie en NAVO-lidmaatschap. Europees Georgië deelt voor het grootste deel haar ideologie deelt met moederpartij UNM, maar profileert zichzelf als de meer liberale partij. De partij is daarnaast fiscaal rechtser dan UNM en steunt een kleine overheid, deregulering en privatisering van industrieën zoals gezondheidszorg. Europees Georgië onderscheidt zich ook van UNM door zich te distantiëren van Micheil Saakasjvili en zijn erfenis.

## Verkiezingsresultaten
De partij had haar beste resultaten kort na de splitsing van Verenigde Nationale Beweging, maar zakte daarna terug. In 2020 gold nog een gemengd stelsel met districten, maar Europees Georgië won in geen van de dertig. In 2024 deed de partij mee via de lijst van Verenigde Nationale Beweging.
| 2020 | Davit Bakradze   | 2 | 72.986 | 3,8 | 5 / 150 | Nieuw | Oppositie |        |  |  |  |  |  |  |
| 2024 | Giorgi Tsereteli |   |        |     | 1 / 150 | 4     | Oppositie | [ 29 ] |  |  |  |  |  |  |
|      |                  |   |        |     |         |       |           |        |  |  |  |  |  |  |

### Gemeenteraadsverkiezingen
De partij eindigde in 2017 als derde in de gemeenteraadsverkiezingen. In 2021 verloor de partij deze positie en werd in Tbilisi door een tiental andere partijen voorbijgestreefd. Deze verkiezingen vinden in Georgië plaats in een gemengd kiesstelsel, met een stem op een gesloten partijlijst voor de evenredige vertegenwoordiging en een stem op een kandidaat in enkelvoudig kiesdistricten.
| 2017         | 2                      | 156.232                | 10,4                   | 3                      | 105                    | 11                     | 116 / 2.043            | Nieuw | [ 11 ]               |  |  |  |  |  |
| 2017 Tbilisi | 2                      | 35.586                 | 9,2                    | 3                      | 3                      | 0                      | 3 / 50                 | Nieuw | [ 11 ]               |  |  |  |  |  |
| 2021         | 2                      | 29.280                 | 1,7                    | 5                      | 13                     | 4                      | 17 / 2.068             | 99    | [ 30 ] [ 31 ] [ 32 ] |  |  |  |  |  |
| 2021 Tbilisi | 2                      | 5.575                  | 1,2                    | 12                     | 0                      | 0                      | 0 / 50                 | 3     | [ 30 ] [ 31 ] [ 32 ] |  |  |  |  |  |
| 2025         | Geen deelname (boycot) | Geen deelname (boycot) | Geen deelname (boycot) | Geen deelname (boycot) | Geen deelname (boycot) | Geen deelname (boycot) | Geen deelname (boycot) |       |                      |  |  |  |  |  |
|              |                        |                        |                        |                        |                        |                        |                        |       |                      |  |  |  |  |  |

## Partijleiders
Partijvoorzitters worden gekozen door het congres. Nadat Bokeria op 1 augustus 2024 de partij verliet werd Giorgi (Gigi) Tsereteli de feitelijk partijleider. In juni 2025 werd hij als partijvoorzitter geregistreerd bij de autoriteiten.
| # | Naam             | Van  | Tot  | Noot          |
| - | ---------------- | ---- | ---- | ------------- |
| 1 | Davit Bakradze   | 2017 | 2021 |               |
| 2 | Giga Bokeria     | 2021 | 2024 | [ 33 ] [ 34 ] |
| 3 | Giorgi Tsereteli | 2025 |      | [ 35 ]        |
|   |                  |      |      |               |

## Internationale relaties
Europees Georgië werd op 5 september 2017 toegelaten als waarnemend lid van de Europese Volkspartij. Kort na de afsplitsing van Verenigde Nationale Beweging (UNM) had de partij daartoe een aanvraag ingediend. Ook de UNM is geassocieerd met de EVP. Europees Georgië is ook geassocieerd met de Centrumdemocratische Internationale, een christendemocratische internationale.